# کارپف ۹۰۴۱۴
سیارک ۹۰۴۱۴ (به انگلیسی: 90414 Karpov، نامگذاری:2003YP110) نود هزار و چهارصد و چهاردهمین سیارک کشف شده‌است که در ۱۹ دسامبر ۲۰۰۳ کشف شد.